# David Grimaldi
David A. Grimaldi (22 settembre 1957) è un entomologo e paleontologo statunitense.
Curatore di Zoologia degli invertebrati presso l'American Museum of Natural History di New York. Conseguì la laurea presso la Cornell University, dove conseguì il dottorato in Entomologia nel 1986. Grimaldi è un'autorità in molti campi della sistematica degli insetti, della paleontologia e della biologia evolutiva.
Professore a contratto presso la Cornell University, la Columbia University e la City University di New York.